# 杰蒙火山
ラッキベツ岳或杰蒙火山（俄语：Вулкан Демон）是位於千島群島擇捉島北端的火山，海拔高度1,205米，山體在全新世形成，該火山東北坡有一座大型瀑布。